# Ilie Balaci
Ilie Balaci (Bistreț, Dolj megye, 1956. szeptember 13. – Craiova, 2018. október 21.) román válogatott labdarúgó, irányító középpályás, edző.
Labdarúgó-pályafutása szorosan kötődik az Universitatea Craiova 1980-as évekbeli nagy sikereihez. Sorozatos sérülések miatt korán abbahagyta a sportot. Edzőként Észak-Afrikában és az arab világban tevékenykedett.

## Pályafutása
| Szezon  | Klub                  | Bajnokság    | Mérkőzések | Gólok |
| ------- | --------------------- | ------------ | ---------- | ----- |
| 1973–74 | Universitatea Craiova | Első osztály | 27         | 3     |
| 1974–75 | Universitatea Craiova | Első osztály | 29         | 7     |
| 1975–76 | Universitatea Craiova | Első osztály | 27         | 3     |
| 1976–77 | Universitatea Craiova | Első osztály | 32         | 12    |
| 1977–78 | Universitatea Craiova | Első osztály | 28         | 12    |
| 1978–79 | Universitatea Craiova | Első osztály | 17         | 0     |
| 1979–80 | Universitatea Craiova | Első osztály | 29         | 6     |
| 1980–81 | Universitatea Craiova | Első osztály | 29         | 12    |
| 1981–82 | Universitatea Craiova | Első osztály | 31         | 10    |
| 1982–83 | Universitatea Craiova | Első osztály | 27         | 10    |
| 1983–84 | Universitatea Craiova | Első osztály | 4          | 0     |
| 1984–85 | Universitatea Craiova | Első osztály | 5          | 1     |
| 1984–85 | FC Olt Scornicești    | Első osztály | 13         | 3     |
| 1985–86 | FC Olt Scornicești    | Első osztály | 17         | 4     |
| 1986–87 | FC Dinamo București   | Első osztály | 26         | 1     |
| 1987–88 | FC Dinamo București   | Első osztály | 6          | 0     |

## Sikerei, díjai

### Játékosként
- Román labdarúgó-bajnokság (első osztály): 3 bajnoki cím – 1974, 1980 és 1981
- Román labdarúgókupa: 4 győzelem – 1977, 1978, 1981 és 1983
- Az év játékosa Romániaban: 1981 és 1982
- 347-szer lépett pályára az első osztályban, 84 gólt szerzett
- első mérkőzése az első osztályban: 1973. augusztus 12.,  Jiul Petroșani - Universitatea Craiova 1-1
- 65-ször volt válogatott, 8 gólt szerzett
- 2-szer szerepelt az olimpiai válogatottban
- 2-szer szerepelt az U21-es válogatottban
- 38-szor játszott az európai kupákban, 7 gólt szerzett
- első válogatott mérkőzése: 1974. március 23., Franciaország – Románia 1-0 (az akkor legfiatalabb újonc a válogatottban: 17 éves és 6 hónapos)

### Edzőként
- CAF-bajnokok ligája, 1992, Club Africain Tunis (Tunézia)
- Kupagyőztesek Ázsia-kupája, 1993 és 1994, Olimpique Casablanca (Marokkó)
- Bajnokcsapatok Arab-félsziget-kupája, 1997, en-Naszr és 1998, el-Hilál (mindkettő Szaúd-Arábia)
- Arab országokbeli kupagyőztesek kupája, 2000, Al-Ain (Egyesült Arab Emírségek)
- Ázsiai labdarúgó-szuperkupa, 2000, Al-Ain
- Arab országokbeli kupagyőztesek kupája, 2000, Al-Szadd (Katar)
- Arab bajnokcsapatok kupája, 2002, Al-Szadd

## Fordítás
- Ez a szócikk részben vagy egészben  az   Ilie Balaci című román Wikipédia-szócikk ezen változatának fordításán alapul.  Az eredeti cikk szerkesztőit annak laptörténete sorolja fel. Ez a jelzés csupán a megfogalmazás eredetét és a szerzői jogokat jelzi, nem szolgál a cikkben szereplő információk forrásmegjelöléseként.